# یک اتحادیه بزرگ (مفهوم)

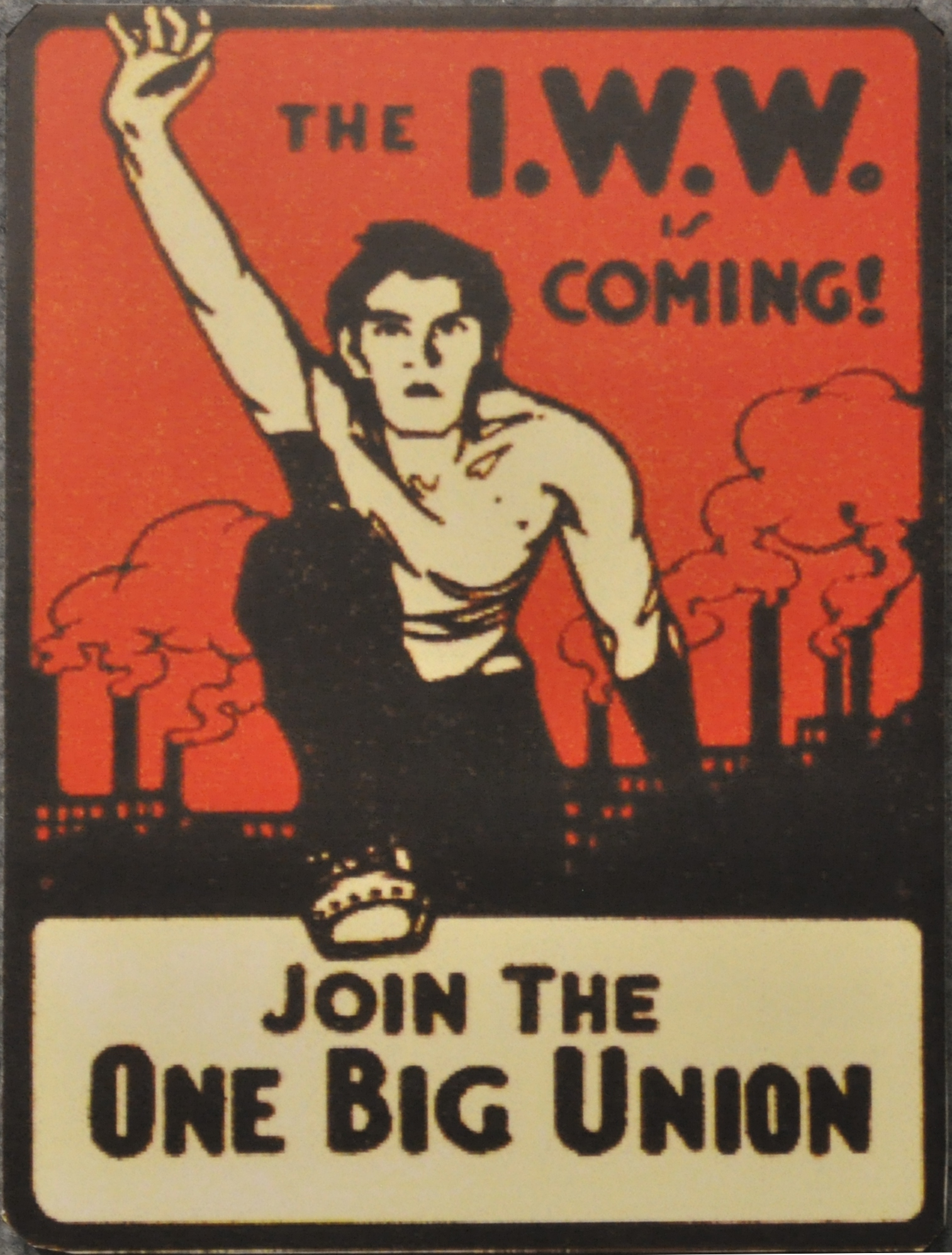
برچسب IWW، دهه ۱۹۱۰

یک اتحادیه بزرگ ایده‌ای است برای متحد کردن کارگران و ارائه راه‌حل‌هایی برای حل مشکلات کارگری، که در اواخر قرن نوزدهم و اوایل قرن بیستم در میان اتحادیه‌های کارگری به وجود آمد.
اتحادیه‌ها در ابتدا به عنوان اتحادیه‌های صنایع دستی سازماندهی شدند. کارگران بر اساس مهارت خود سازماندهی شدند: نجار، لوله‌کش، بنا، هر کدام در اتحادیه‌های مربوط به خود سازماندهی شدند. سرمایه‌داران اغلب می‌توانستند اتحادیه‌های کارگری را در این خطوط در مناقشات مربوط به مرزبندی تقسیم کنند. از آنجایی که شرکت‌های سرمایه‌داری و بوروکراسی‌های دولتی متمرکزتر و بزرگ‌تر شدند، برخی از کارگران احساس کردند که مؤسسات آنها باید به همان اندازه بزرگ شوند. ناامیدی همزمان با ضعف محسوس اتحادیه‌های صنایع دستی باعث شد که بسیاری از اتحادیه‌ها در راستای خطوط صنعتی سازماندهی کنند. ایده «یک اتحادیه بزرگ» توسط سندیکالیست‌های آنارشیست برای سازماندهی مؤثر حمایت می‌شود.
همان‌طور که توسط کارگران صنعتی جهان (IWW) پیش‌بینی شده بود، که برای سال‌های زیادی قبل از ۱۹۱۹ با این مفهوم همراه بود، یک اتحادیه بزرگ فقط این ایده نبود که همه کارگران باید در یک اتحادیه بزرگ سازماندهی شوند. در جزوه یک اتحادیه بزرگ در سال ۱۹۱۱، طرفداران IWW، توماس جی. هاگرتی و ویلیام تراتمن دو هدف را برشمردند: یک اتحادیه بزرگ باید «کارگران مزدبگیر را به گونه‌ای ترکیب کند که بتواند با موفقیت در نبردها بجنگد و از منافع مردم محافظت کند». کارگران امروزی در مبارزات خود برای ساعات تلاش کمتر، دستمزد بیشتر و شرایط بهتر، و همچنین «باید راه حل نهایی مشکل کارگری را ارائه دهند».